# Yvrench
Yvrench (picardisch Yvrin) ist eine französische Gemeinde mit 298 Einwohnern (Stand 1. Januar 2022) im Département Somme in der Region Hauts-de-France. Sie gehört zum Arrondissement Abbeville und zum Kanton Rue.

## Geographie
Die mit der Nachbargemeinde Yvrencheux zusammengewachsene Gemeinde liegt rund zwölf Kilometer südöstlich von Crécy-en-Ponthieu und 15 Kilometer westnordwestlich von Bernaville an einer alten Römerstraße, die einen Abschnitt des Systems der historischen Chaussée Brunehaut bildet. Das Gemeindegebiet gehört zum Regionalen Naturpark Baie de Somme Picardie Maritime.

## Geschichte

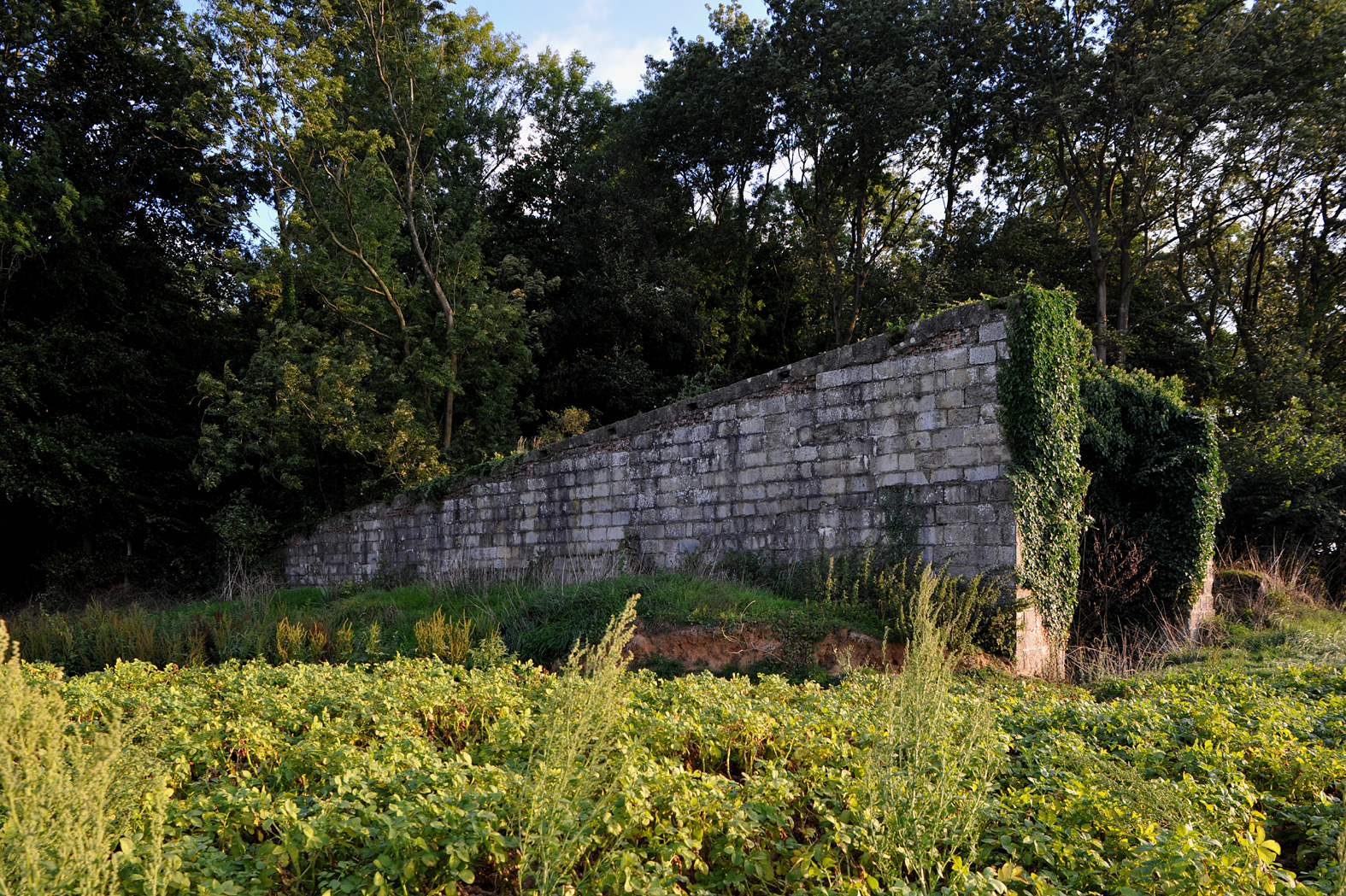
Schutzmauern der V1-Startrampe

Im Zweiten Weltkrieg errichtete die Wehrmacht 1943 im Bois Carré eine Anlage zum Starten der Flugbombe V1.

## Einwohner
| 1962 | 1968 | 1975 | 1982 | 1990 | 1999 | 2006 | 2011 | 2017 |
| ---- | ---- | ---- | ---- | ---- | ---- | ---- | ---- | ---- |
| 330  | 315  | 306  | 291  | 291  | 249  | 272  | 308  | 304  |

## Sehenswürdigkeiten

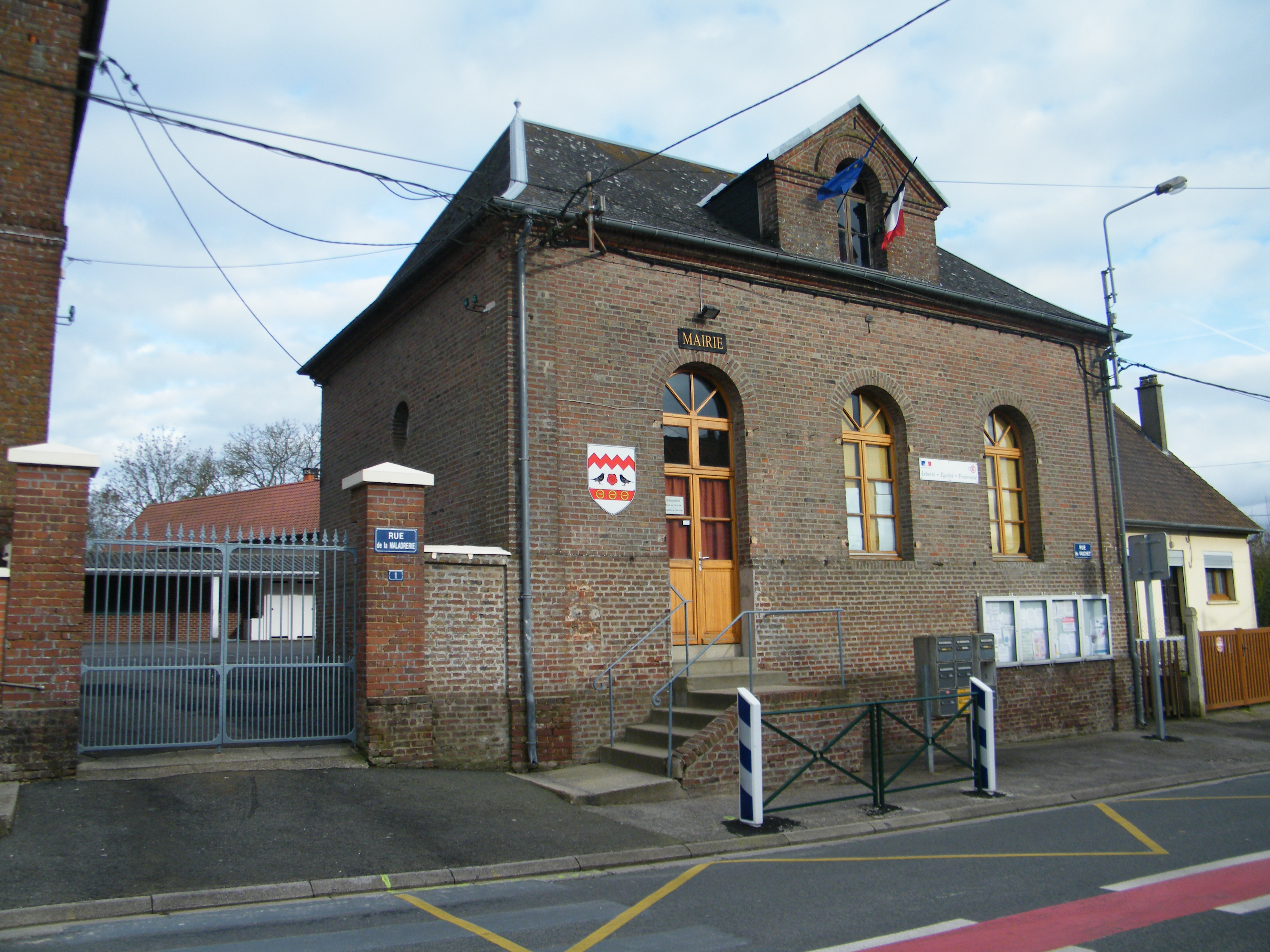
Mairie Yvrench

- Kirche Saint-Martin
- Schloss mit Park
- „muches“ (Souterrains)